# أكوش كولر
أكوش كولر (بالمجرية: Koller Ákos)‏ (4 سبتمبر 1974 في رومانيا - ) هو لاعب كرة قدم مجري في مركز الدفاع. شارك مع منتخب المجر لكرة القدم. أما مع النوادي، فقد لعب مع دوناكانيار-فاك ونادي فيرينتسفاروشي ونادي مول فيدي وPilisi LK ‏ وDiósdi TC ‏ وزومباثلي هالاداس ‏ وBudaörsi SC ‏ ونادي كيكسكيميت ونادي سيوفوك ‏ ونادي سيبيل ‏.

## وصلات خارجية
- أكوش كولر على موقع قاعدة بيانات كرة القدم.إي يو (الإنجليزية)
- أكوش كولر على موقع عالم كرة القدم.نت (الإنجليزية)